# Grand Canal (Irlanda)
Coordinate: 53°19′N 8°12′W
Il Grand Canal (in inglese) o An Chanáil Mhór (in irlandese; lett. "gran canale") è il più meridionale di una coppia di canali artificiali di Dublino nella parte orientale dell'Irlanda. Esso collega Dublino con il fiume Shannon in Occidente, tramite Tullamore e una serie di altri villaggi e città, fino alla città di Shannon. Il canale che può essere considerato suo gemello, sul lato nord di Dublino, è chiamato Royal Canal. I due canali si incontrano nei dintorni della città di Dublino.
L'ultima imbarcazione da carico ha attraversato il Grand Canal nel 1960.

Gallery
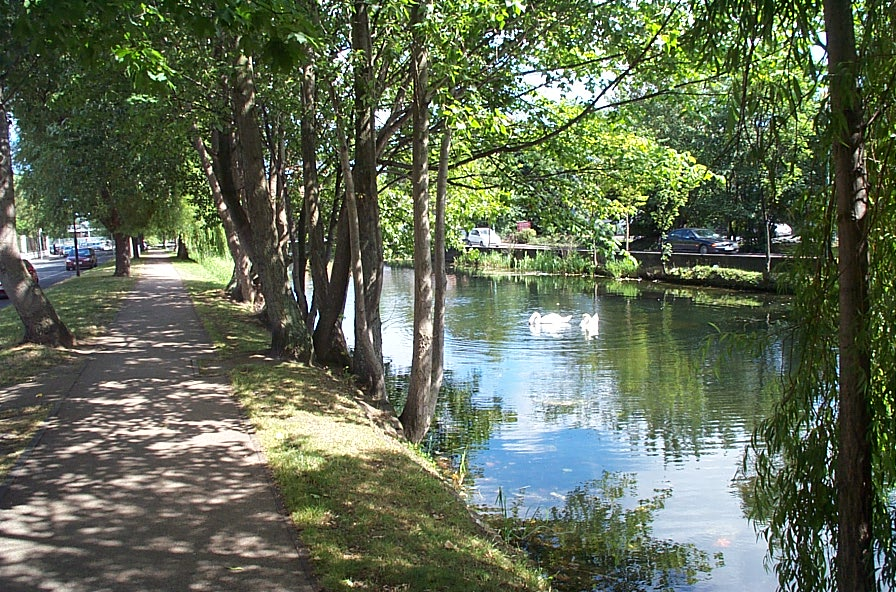
Il Grand Canal a Dublino
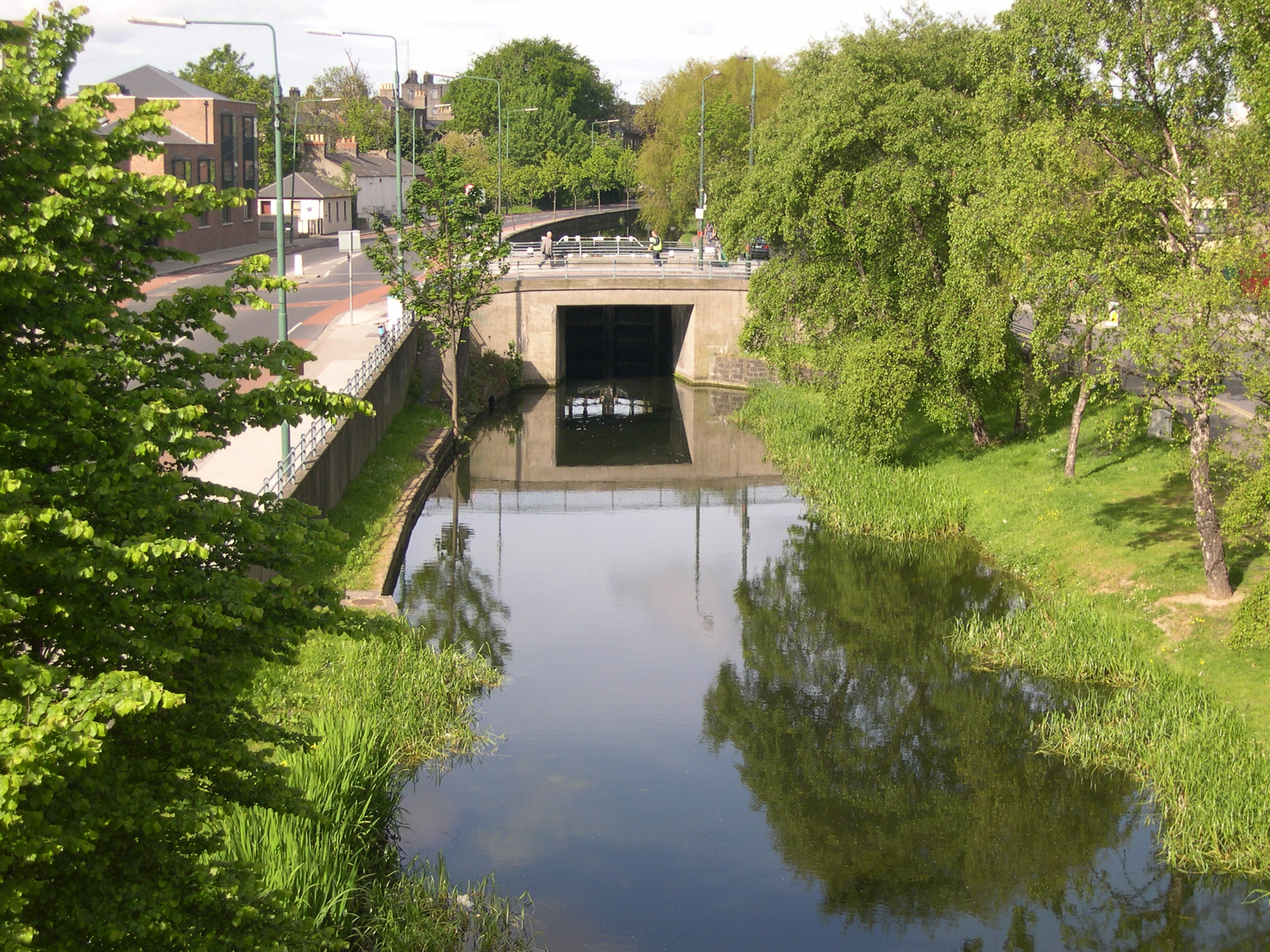
Vista dalla linea verde del ponte del Luas
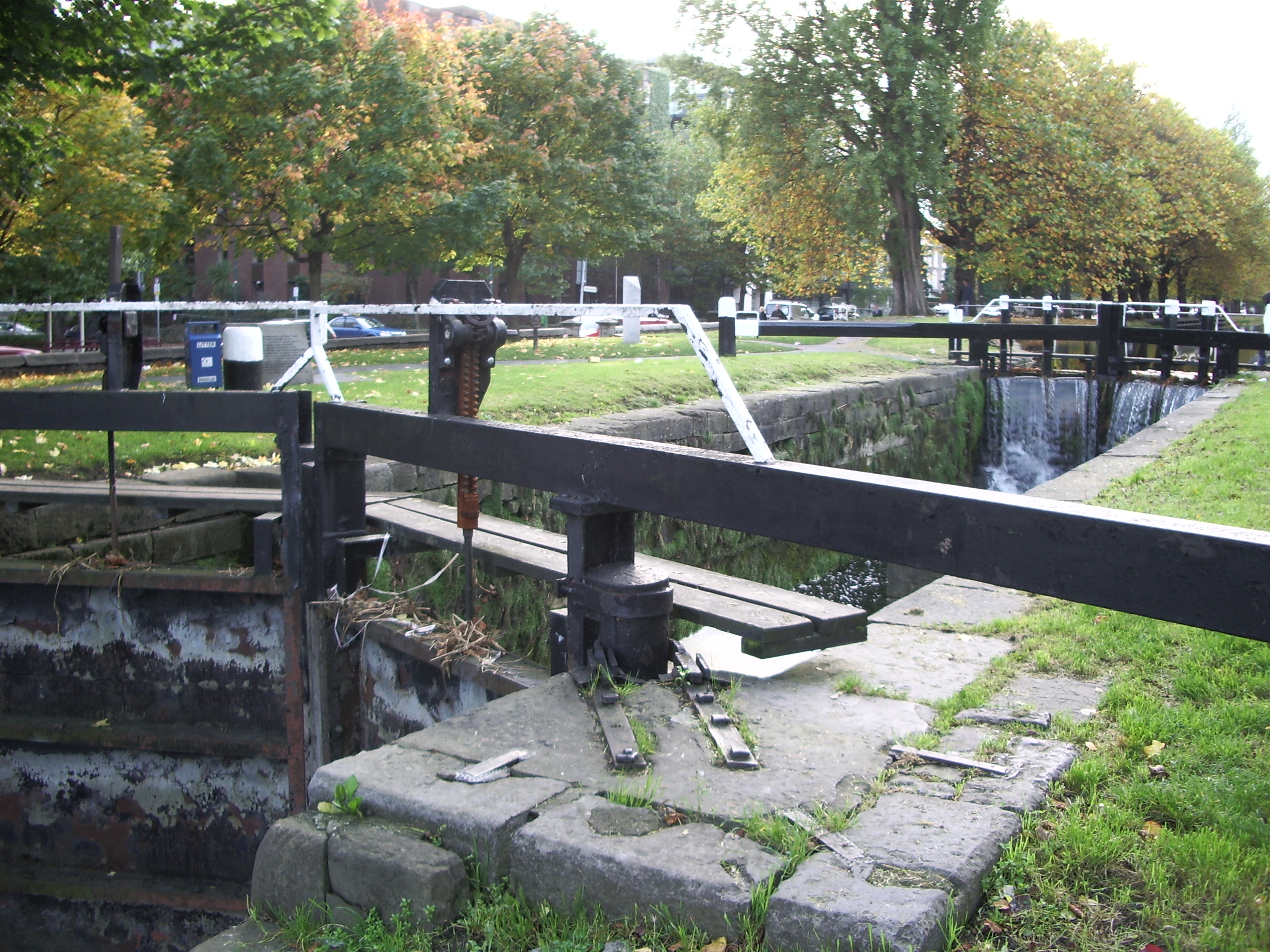
Una chiusa sul Grand Canal a Dublino
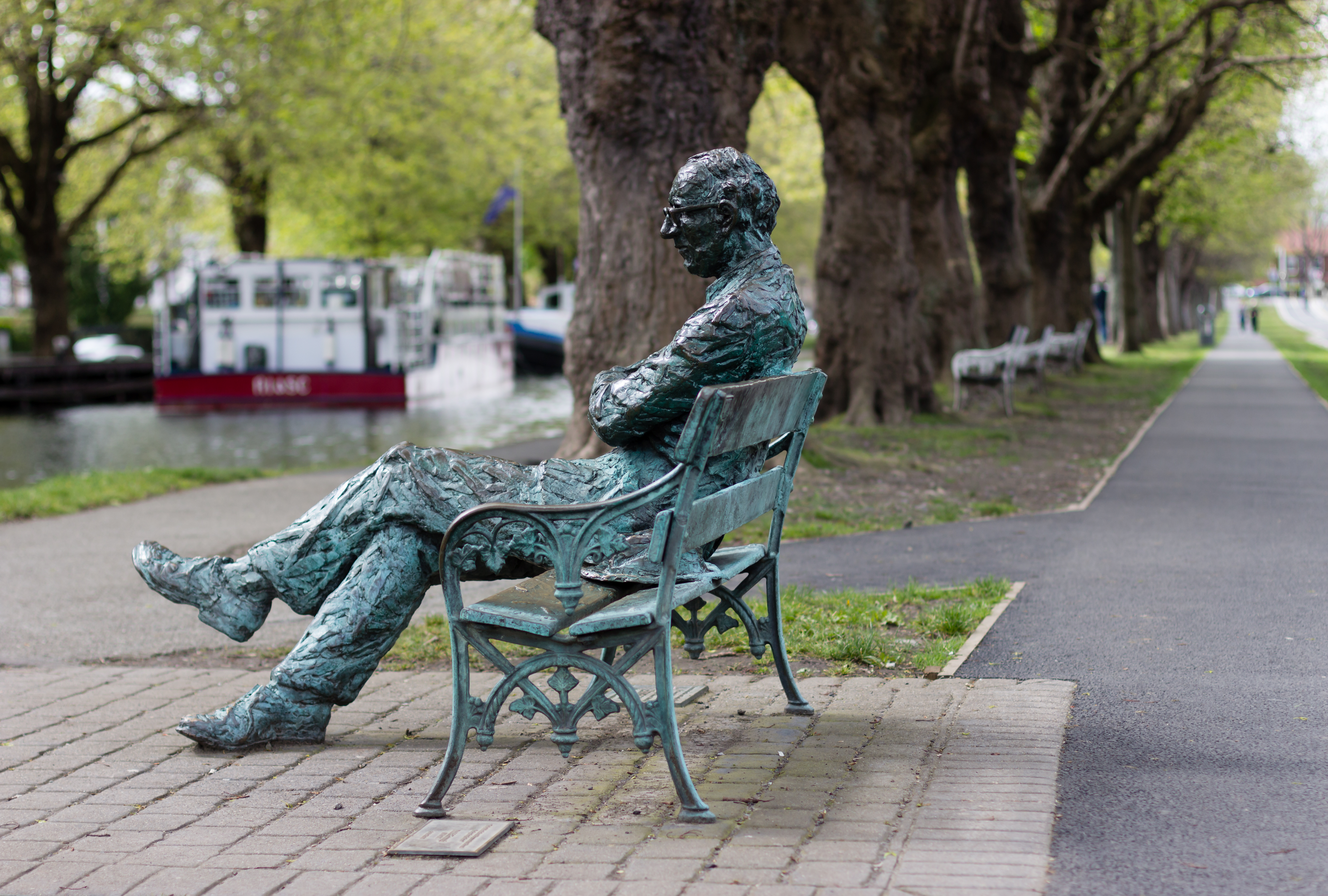
Scultura di Patrick Kavanagh sul Grand Canal nei pressi di Baggot Street

## Storia
Nel 1715 nacque l'idea di collegare Dublino a Shannon per via fluviale. Nel 1757, il parlamento irlandese finanziò la costruzione del canale a Thomas Omer con la somma iniziale di £ 20.000. Nel 1759, Omer riferì che aveva completato 3 km (1,9 mi) nella palude di Allen e 13 km (8,1 mi) del canale dal fiume Liffey vicino a Sallins verso Dublino. Nel 1763, furono realizzate 3 chiuse e 6 ponti nella direzione verso Dublino. Il passo successivo del progetto era la realizzazione di un acquedotto che attingeva acqua dal fiume Morell, presso Sallins. A questo punto la Dublin Corporation comprese che il canale poteva essere utilizzato per l'approvvigionamento idrico della città di Dublino e quindi raccolse fondi per completare il canale verso la città. Ma quando il canale fu varato, si creò un cedimento degli argini e di conseguenza la città non riuscì ad ottenere l'agognato miglioramento dell'approvvigionamento idrico. Nel 1768, erano state già spese 77.000 sterline per il progetto ma di realizzato era stato fatto troppo poco. Nel 1772 fu fondata la Grand Canal Company da un gruppo di nobili e mercanti, inclusa una sottoscrizione pubblica, per garantire il futuro del canale e affrontare la sfida ingegneristica della palude di Allen. La compagnia invitò come consulenti John Smeaton e il suo assistente William Jessop in Irlanda per due settimane. Smeaton raccomandò sia di aggirare la palude sia di costruire il canale a tutta altezza, indicazioni in contrasto con gli sforzi fatti da Omer che cercavano di drenare parti della palude e costruire il canale interrato a un livello inferiore. Le variazioni in corso d'opera si rivelarono onerose per i csoti, sebbene si ottenesse il vantaggio di ridurre le dimensioni delle chiuse, progettate sovradimensionate da Omer, che avrebbero comportato notevoli risparmi sul costo totale del canale. 

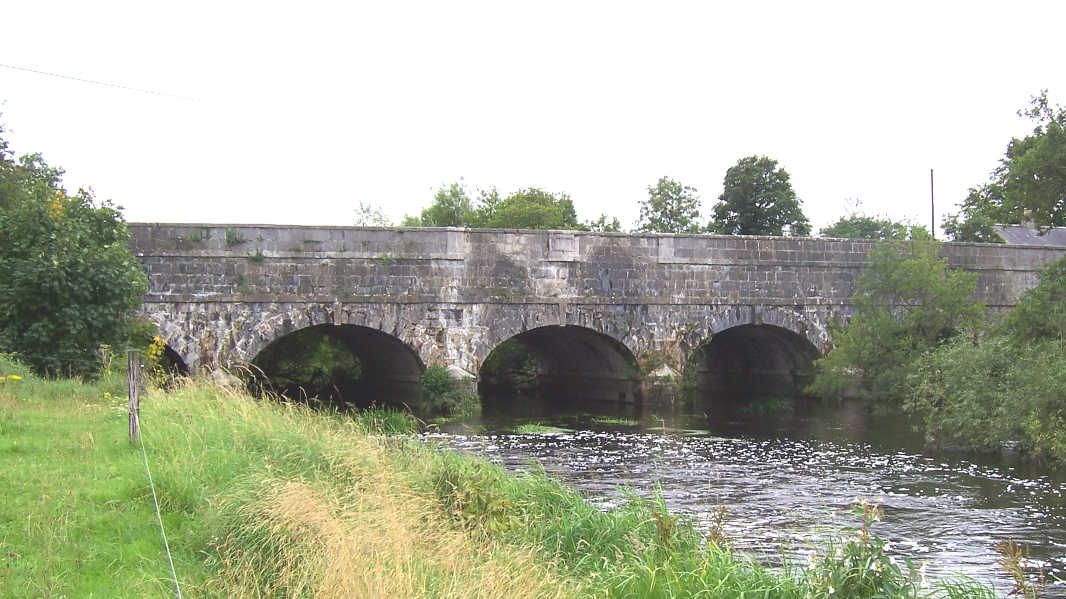
Acquedotto di Leinster sul Liffey

Il canale da Sallins fu finalmente aperto al traffico nel 1779 e un servizio di passeggeri due volte a settimana da Sallins a Dublino iniziò nel 1780. Il canale fu esteso a Robertstown nel 1784, compreso l'acquedotto del Leinster attraverso il Liffey, costruito da Richard Evans, e fino a un incrocio con il fiume Barrow ad Athy nel 1791. La "Circle Line" attraverso Dublino da Portobello a Ringsend, dove furono costruiti i grandi moli adiacenti al Liffey, fu iniziata nel 1790 e fu aperta nel 1796. La compagnia aveva ormai rivolto la sua attenzione al completamento del collegamento con il fiume Shannon. Attraversare la palude di Allen ha richiesto più di cinque anni di lotta sotto la guida di Jessop, che tentò di utilizzare le pareti di argilla per sostenere le pareti del canale. Sebbene il canale fu aperto a Daingean (allora Philipstown) nel 1797, si verificarono gravi violazioni e Jessop fu costretto ad abbandonare questo metodo. La continuazione per Shannon proseguì poi sotto la guida di John Killaly, che riuscì a superare un'altra palude realizzando lavori di drenaggio per diversi anni prima della costruzione. I lavori furono sostanzialmente completati nel 1803, ma a causa di perdite e di un'estate secca, l'apertura ufficiale dovette essere ritardata fino all'aprile 1804. Ci vollero ben 47 anni per la realizzazione del progetto, con una velocità di avanzamento di 7,7 cm (3 pollici) al giorno.
L'intero progetto aveva avuto un costo nell'ambito dell'intera regione di £ 877.000 ed erano passati alcuni anni prima che iniziasse a realizzare un profitto. In ogni modo erano stati pagati dividendi regolari agli azionisti. Il commercio raddoppiò da 100.000 tonnellate nel 1800 a 200.000 tonnellate nel 1810. Anche i ricavi delle navi passeggeri sono aumentati a £ 90.000 entro tale data. Il romanzo The Kellys and the O'Kellys (1848) di Anthony Trollope include una descrizione di un noioso viaggio in battello passeggeri da Portobello a Ballinasloe.
Ma i lunghi lavori avevano visto nascere un progetto rivale, il Royal Canal, che iniziò la costruzione nel 1790 e fu finalmente aperto nel 1817 dopo che il governo era intervenuto per risolvere le controversie tra le due società.
Il primo piroscafo ad attraversare il canale da Dublino a Limerick fu il battello a vapore in legno Mountaineer della Shannon Steam Navigation Company, che ricevette il permesso della Canal Company di procedere nell'ottobre 1826. Il secondo era il Marchioness Wellesley, un piroscafo a vapore della Dublin and Wexford Steam Company, arrivata a Limerick il 2 febbraio 1827.
Oltre a brecce durante la costruzione, nel 1833 vi furono delle brecce su un ramo del canale, a causa delle quali un bambino annegò e un altro ancora nel 1846. Nel 1855 il canale principale si aprì nella stessa posizione del 1797. Nel 1916 furono nuovamente spostati 300 metri di canale. L'ultima breccia è avvenuta il 15 gennaio 1989, tra l'acquedotto di Blundell e il ponte di Downshire. 18 miglia di canale furono prosciugati nei dintorni.

## Itinerario

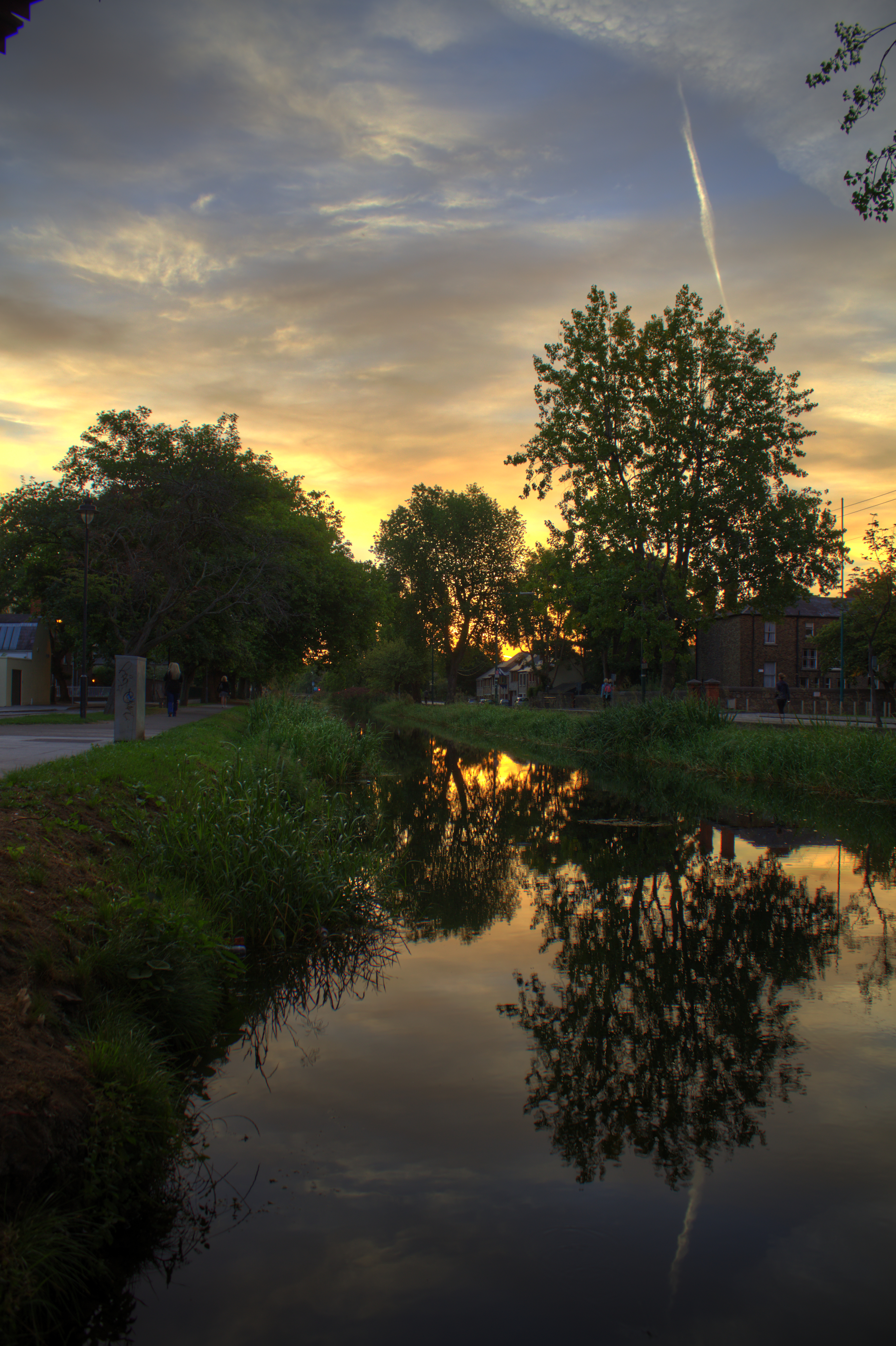
Il Grand Canal a Dublino, vicino a Charlemont

Il Grand Canal inizia dal bacino di carenaggio del Canal Grande sul fiume Liffey e continua fino al fiume Shannon. Attraversa Ringsend e attraversa il lato sud, delineando le estremità settentrionali di Ballsbridge, Ranelagh, Rathmines, Harolds Cross e Crumlin. Questa sezione, nota come Circle Line (o Linea Circolare), ha sette chiuse. Il percorso della linea principale originale, che serviva il Grand Canal Harbour, il Bacino della città (serbatoio idrico) e il birrificio Guinness, è visibile a Inchicore. La maggior parte del percorso di questa linea ora corre lungo la Red Luas Line.
Da Suir Road Bridge, la numerazione della chiusa ricomincia da 1 quando il canale si dirige verso ovest attraverso la periferia di Dublino Ovest e in Kildare. A Sallins il ramo Naas/Corbally devia verso sud, mentre il Grand Canal prosegue verso ovest passando per Caragh, Prosperous e Robertstown, il suo punto più alto. Appena fuori Sallins, il canale passa sopra il fiume Liffey all'acquedotto di Leinster. Appena ad est di Robertstown si trova il punto in cui il Blackwood Feeder si univa al canale, mentre a ovest si trova il bivio più trafficato del canale in cui si incontrano l'Old Barrow Line, il Milltown Feeder e gli ingressi alla Athy & Barrow Navigation. Più a ovest, il canale attraversa Edenderry, Tullamore, Rahan e Pollagh prima di raggiungere lo Shannon nel porto di Shannon nella contea di Offaly. In totale la linea principale del canale è di 131 km (81 mi) con 43 chiuse, cinque delle quali sono doppie chiuse.

## Incidenti
Nel dicembre del 1792, vi fu un grave incidente sul Grand Canal. Una nave di passaggio lasciò Dublino diretta verso Athy. Sembra che centocinquanta persone, molte delle quali ubriache, si siano fatte strada su una chiatta, nonostante il capitano avvertisse che la nave si sarebbe rovesciata se non fossero scesi. Vicino all'ottava chiusa, cinque uomini, quattro donne e due bambini sono annegati quando la barca si è capovolta. Il resto dei passeggeri è fuggito.
La sera di sabato 6 aprile 1861 nel porto di Portobello, un autobus trainato da cavalli, guidato da Patrick Hardy, aveva appena lasciato cadere un passeggero sul canale quando uno dei cavalli iniziò a retrocedere. I cavalli fecero deragliare l'autobus dalle rotaie di legno del ponte. L'autobus, i cavalli e sei passeggeri all'interno dell'autobus, caddero nelle acque fredde e annegarono. Il conduttore fu in grado di saltare fuori e l'autista fu tirato fuori dall'acqua da un poliziotto di passaggio.

## Proprietà
Fino al 1950 la Grand Canal Company era proprietaria del canale, quando la legge sui trasporti del 1950 trasferì il canale a Córas Iompair Éireann. Questa situazione continuò fino a quando il Canals Act del 1986 non lo consegnò all'Ufficio dei lavori pubblici. Secondo i termini dell'accordo del Venerdì Santo del 1998, nel 1999 fu istituito un nuovo ente irlandese chiamato Waterways Ireland che si assunse la responsabilità della maggior parte delle vie navigabili interne, compreso il Grand Canal.

## Sentieri naturalistici
La Grand Canal Way è un sentiero a lunga percorrenza, che misura 117 chilometri (73 mi), che segue l'alzaia del canale dal Lucan Bridge, vicino Adamstown, al porto di Shannon. In genere viene completato in cinque giorni. È designato come National Waymarked Trail dall'Ufficio nazionale dei sentieri dell'Irish Sports Council ed è gestito da Waterways Ireland. A Robertstown, la Grand Canal Way si interseca con la Barrow Way, che segue l'estensione Barrow Line al canale fino ad Athy per parte del suo percorso. C'è anche un percorso verde lungo 8,5 chilometri (5,3 mi) tra la 3a chiusa di Inchicore e la 12a chiusa di Lucan, inaugurata nel giugno 2010.